# Sol (jeroglífico)
| N5 |

| N5 |

El jeroglífico Sol de la antigua escritura egipcia de los jeroglíficos figura con el n° N5 en la Lista de signos de Gardiner dada su forma de disco solar;. Es también uno de los jeroglíficos que representa al dios Ra. 
| F3 |

| N5 |

## Otros jeroglíficos basados en el disco-solar
| N8 |

| N28 |

### Dios-solRa
| C1 |

## Jeroglíficos luvios, Sa-sub4
Los jeroglíficos luvios de la lengua luvita tienen siete variedades para la sílaba 's' y 'a'. En la 'sa' número 4 existe el mismo jeroglífico tanto en la lengua egipcia como en la luvita; se trata del sa-sub4.

## Galería: Bajorrelieves conteniendo eldisco-solar

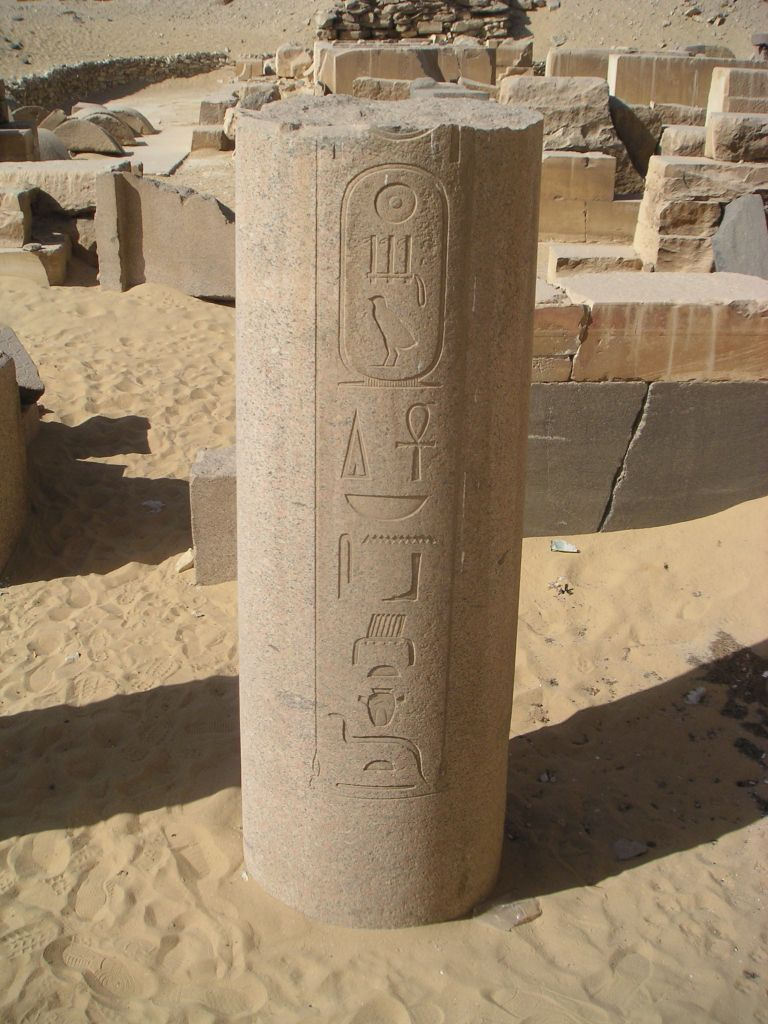
Columna del templo funerario de Sahura en Abusir. Jeroglífico dios-sol (Ra) en el nombre del faraón. Bajorrelieve